# 9 ноември
9 ноември е 313-ият ден в годината според григорианския календар (314-и през високосна). Остават 52 дни до края на годината.

## Събития
- 1494 г. – Династията Медичи стават владетели на Флоренция.
- 1799 г. – Наполеон Бонапарт извършва държавен преврат, който слага край на правителството на Директорията и поема цялата власт във Франция.
- 1861 г. – В университета на Торонто се провежда първият футболен мач в Канада.
- 1888 г. – Джак Изкормвача убива Мери Джейн Кели, последната известна жертва.
- 1906 г. – Теодор Рузвелт осъществява първото посещение на президент на САЩ зад граница, като извършва инспекция на строителството на Панамския канал.
- 1918 г. – Кайзер Вилхелм II абдикира и Германия е провъзгласена за република.
- 1921 г. – Алберт Айнщайн е награден с Нобелова награда за физика за неговата работа по фотоелектричния ефект.
- 1923 г. – В Мюнхен, Германия, полицията и правителствени сили потушават Бирения пуч на нацистите.
- 1938 г. – Холокост: В Нацистка Германия е извършен първият масов погром над евреи, известен като Кристалната нощ след смъртта на Ернст фон Рат.
- 1953 г. – Камбоджа придобива независимост от Франция и става конституционна монархия под управлението на крал Нородом Сианук.
- 1985 г. – Гари Каспаров става най-младият световен шампион по шахмат, след като побеждава Анатолий Карпов.
- 1989 г. – Студената война: Контролираната от комунистите Източна Германия отваря контролно-пропускателни пунктове в Берлинската стена и позволява на гражданите свободно да преминават в Западна Германия.
- 1990 г. – Мери Робинсън става първата жена-президент на Ирландия.
- 1994 г. – Открит е химичният елемент дармщадтий.
- 2000 г. – Открит е Албиорикс – естествен спътник на Сатурн.
- 2005 г. – 56 души загиват при терористични атаки в три хотела на Аман (Йордания).
- 2012 г. – Албумът Lotus на Кристина Агилера е пуснат в продажба.
- 2019 г. – На Естадио Хенерал Пабло Рохас в Асунсион, Парагвай се играе първият финал на Копа Судамерикана, който се провежда само в един мач и победител в него е отбора на Индепендиенте дел Вайе, побеждавайки Колон де Санта Фе от Аржентина.

## Родени
- 1389 г. – Изабел дьо Валоа, кралица на Англия († 1409 г.)
- 1654 г. – Йохан Кристоф Вайгел, немски гравьор († 1725 г.)
- 1818 г. – Иван Тургенев, руски писател († 1883 г.)
- 1828 г. – Драган Цанков, български политик († 1911 г.)
- 1841 г. – Едуард VII, крал на Обединеното кралство († 1910 г.)
- 1849 г. – Никола Войновски, български революционер († 1876 г.)
- 1855 г. – Александрос Займис, гръцки политик († 1936 г.)
- 1868 г. – Мари Дреслър, канадска актриса († 1934 г.)
- 1877 г. – Мохамед Икбал, индийски поет и ислямски мислител († 1937 г.)
- 1880 г. – Йордан Йовков, български писател († 1937 г.)
- 1888 г. – Жан Моне, френски политик († 1979 г.)
- 1890 г. – Григорий Кулик, съветски маршал († 1950 г.)
- 1898 г. – Оуен Барфийлд, британски философ, писател, поет и критик († 1997 г.)
- 1902 г. – Митрофан Неделин, маршал от Съветската армия († 1960 г.)
- 1914 г. – Павел Вежинов, български писател († 1983 г.)
- 1917 г. – Винс Жиронда, американски културист († 1997 г.)
- 1922 г. – Дороти Дендридж, американска актриса († 1965 г.)
- 1924 г. – Георги Баев, български художник († 2007 г.)
- 1925 г. – Вътьо Раковски, български поет († 2008 г.)
- 1929 г. – Имре Кертес, унгарски писател, Нобелов лауреат през 2002 г. († 2016 г.)
- 1932 г. – Енчо Пиронков, български художник († 2025 г.)
- 1934 г. – Карл Сейгън, американски астроном и писател († 1996 г.)
- 1936 г. – Михаил Тал, латвийски шахматист († 1992 г.)
- 1952 г. – Хасан Исаев, български борец
- 1960 г. – Александър Морфов, български режисьор
- 1962 г. – Серхио Батиста, аржентински футболист
- 1968 г. – Аксел Шулц, германски боксьор
- 1968 г. – Аксел Брусбърг, американски кинорежисьор
- 1973 г. – Ник Лаше, американски певец, част от група 98 Degrees
- 1974 г. – Алесандро Дел Пиеро, италиански футболист
- 1977 г. – Приянка Триведи, индийска актриса
- 1978 г. – Сиско, американски певец, автор на песни, продуцент и актьор
- 1984 г. – Делта Гудръм, австралийска певица

## Починали
- 959 г. – Константин VII Порфирогенет, император на Византия (р. 905)
- 1778 г. – Джовани Пиранези, италиански художник (р. 1720)
- 1892 г. – Тодор Икономов, български политик (р. 1835)
- 1914 г. – Сатар Хан, ирански политик (р. 1868)
- 1918 г. – Гийом Аполинер, френски поет (р. 1880)
- 1923 г. – Димитър Ацев, български комунист (р. 1893)
- 1934 г. – Айви Лий, основател на връзките с обществеността (р. 1877)
- 1937 г. – Рамзи Макдоналд, министър-председател на Обединеното кралство (р. 1866)
- 1938 г. – Василий Блюхер, съветски маршал (р. 1889)
- 1940 г. – Невил Чембърлейн, министър-председател на Великобритания (р. 1869)
- 1942 г. – Георги Стаматов, български писател (р. 1869)
- 1944 г. – Франк Маршал, американски шахматист (р. 1877 г.)
- 1946 г. – Александър Развигоров, български революционер (р. 1874)
- 1953 г. – Абдул Азис ал-Сауд, първи крал на Саудитска Арабия (р. 1880)
- 1953 г. – Дилън Томас, уелски поет (р. 1914)
- 1955 г. – Анри Делоне, френски футболен организатор (р. 1883)
- 1970 г. – Тръпко Василев, български художник и галерист (р. 1876)
- 1970 г. – Шарл дьо Гол, президент на Франция (р. 1890)
- 1973 г. – Апостол Карамитев, български актьор (р. 1923)
- 1981 г. – Димитър Стоевски, български писател и преводач (р. 1902)
- 1991 г. – Ив Монтан, френски актьор и певец (р. 1921)
- 1993 г. – Свами Вишнудевананда, индийски гуру (р. 1927)
- 1994 г. – Кирил Илинчев, български актьор (р. 1921 г.)
- 2003 г. – Арт Карни, американски актьор (р. 1918 г.)
- 2006 г. – Маркус Волф, източногермански офицер от разузнаването (р. 1923)
- 2011 г. – Йончо Арсов, български футболист и треньор (* 1929 г.)
- 2018 г. – Христофор Тзавелла, български фолклорист, поет и историк (* 1934 г.)
- 2021 г. – Чавдар Добрев, писател, литературен и театрален критик, публицист и общественик (* 1933 г.)

## Празници
- Международен ден за борба срещу расизма, ксенофобията и антисемитизма – Отбелязва се от 1988 г. и е посветен на борбата срещу антималцинствените и расистките обществени нагласи
- Камбоджа – Ден на независимостта (от Франция, 1953 г., национален празник)
- Пакистан – Ден на Мохамед Икбал (по повод годишнина от раждането на националния поет на Пакистан, 1877 г.)
- Русия – Ден на специалните полицейски отряди
- САЩ – Световен ден на свободата (по повод годишнината от падането на Берлинската стена, 1989 г.)